# Sallenelles
Sallenelles är en kommun i departementet Calvados i regionen Normandie i norra Frankrike. Kommunen ligger i kantonen Cabourg som ligger i arrondissementet Caen. År 2022 hade Sallenelles 290 invånare.

## Befolkningsutveckling
Antalet invånare i kommunen Sallenelles
Referens:INSEE